# 25373 Gorsch
25373 Gorsch è un asteroide della fascia principale. Scoperto nel 1999, presenta un'orbita caratterizzata da un semiasse maggiore pari a 2,3171963 UA e da un'eccentricità di 0,1617692, inclinata di 3,34445° rispetto all'eclittica.